# Gúbskaya
Gúbskaya (del ruso: Гу́бская) es una stanitsa del raión de Mostovskói del krai de Krasnodar, en Rusia. Está situada a orillas del río Gubs, afluente del Jodz, que lo es del Labá, tributario del Kubán, entre las llanuras de Kubán-Priazov y el Cáucaso occidental, 17 km al suroeste de Mostovskói y 150 km al sudeste de Krasnodar, capital del krai. Tenía 3 221 habitantes en 2010.
Es cabeza del municipio Gúbskoye, al que pertenecen asimismo Jamketinskaya y Barakayevskaya.

## Historia
La localidad fue fundada en 1861 en el emplazamiento de un asentamiento besleneyevtsy. Hasta 1920 pertenecía al otdel de Maikop del óblast de Kubán.

## Demografía
| 2002  | 2010  |
| ----- | ----- |
| 3 137 | 3 221 |

### Composición étnica
De los 3 221 habitantes que había en 2002, el 95.3 % era de etnia rusa, el 2 % era de etnia ucraniana, el 0.5 % era de etnia adigué, el 0.4 % era de etnia bielorrusa, el 0.4 % era de etnia armenia, el 0.3 % era de etnia georgiana, el 0.3 % era de etnia tártara, el 0.1 % era de etnia gitana, el 0.1 % era de etnia azerí, el 0.1 % era de etnia griega y el 0.1 % era de etnia alemana